# Aries Merritt
Pour les articles homonymes, voir Merritt.
Aries Merritt (né le 24 juillet 1985 à Chicago) est un athlète américain spécialiste du 110 mètres haies. Titré lors des Jeux olympiques de 2012, à Londres, il est l'actuel détenteur du record du monde de la discipline avec 12 s 80, établi le 7 septembre 2012 lors du Mémorial Van Damme de Bruxelles.

## Biographie

### Débuts

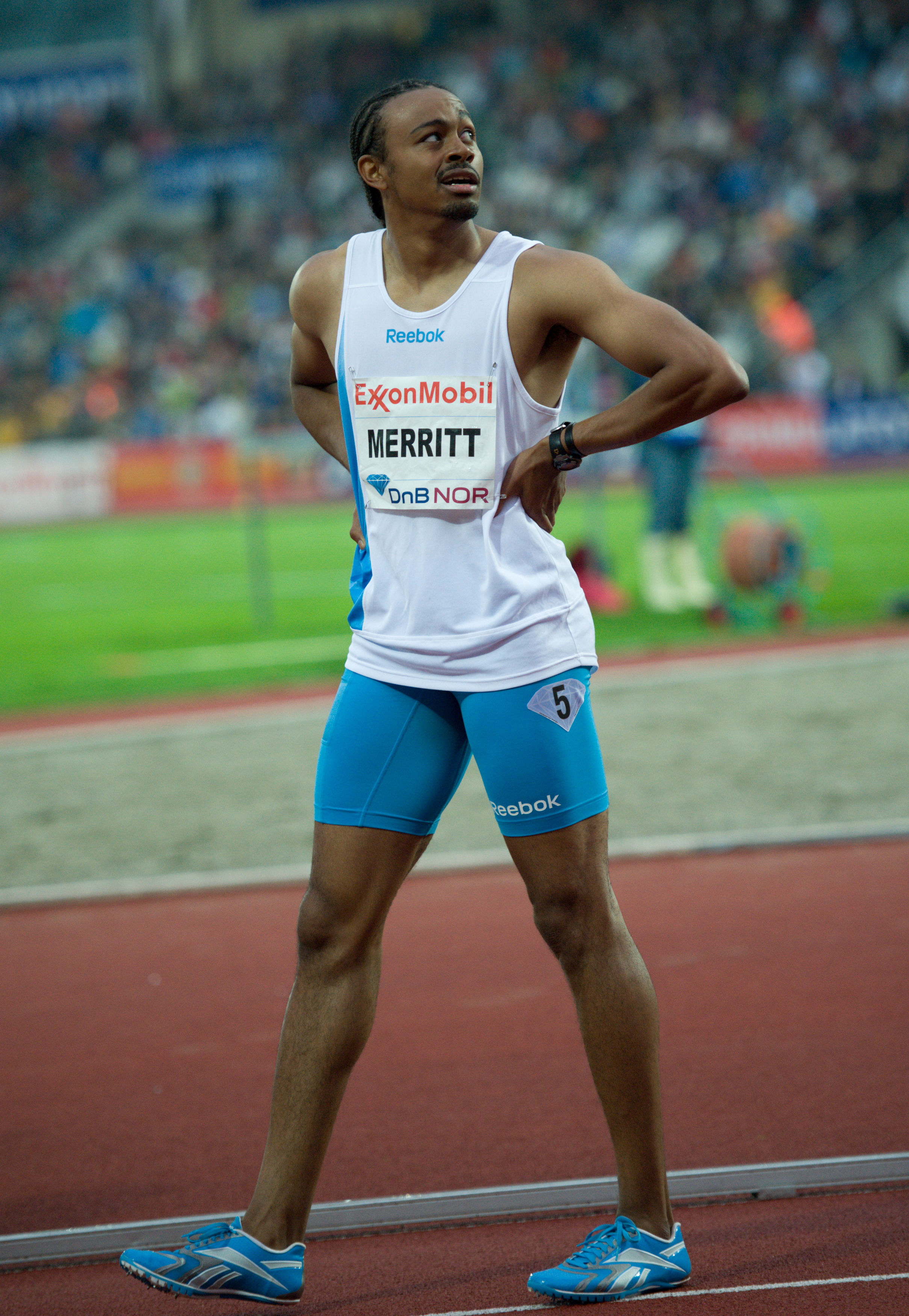

Il se fait connaitre du monde de l'athlétisme en remportant à l'âge de dix-neuf ans la finale du 110 m haies des Championnats du monde junior 2004 de Grosseto, devançant notamment de près de vingt centièmes de seconde le Cubain Dayron Robles.
Étudiant à l'Université du Tennessee de Knoxville, il remporte pour le compte des Tennessee Volunteers le 110 m haies des Championnats NCAA 2006. Invaincu sur toutes les courses de haies disputées durant cette même saison, il établit le temps de 13 s 21, soit la deuxième meilleure performance universitaire de tous les temps derrière les 13 s 00 de Renaldo Nehemiah. Il participe durant l'été à plusieurs meetings européens, réalisant notamment 13 s 12 au meeting de Lausanne, il se classe enfin sixième de la finale mondiale de l'athlétisme de Stuttgart.
Le 7 août 2007, Merrit court le 110 mètres haies du meeting de Stockholm en 13 s 09, le situant au sixième rang des meilleurs performeurs mondiaux de l'année 2007. Quatrième des sélections olympiques américaines 2008, il ne participe pas aux Jeux de Pékin.
En 2011, il participe à la ligue de diamant sur 110 m haies ; à Shanghai où il commence sa saison, il termine 3e en 13 s 24 derrière Liu Xiang et David Oliver. Près d'un mois plus tard, le 4 juin à Eugene, il termine en 13 s 18 à nouveau 3e derrière Liu et Oliver cette fois-ci dans l'ordre inverse. Lors des Championnats des États-Unis 2011 de Eugene, Merritt se classe deuxième de la finale du 110 m haies en 13 s 12, à 0,08 s de David Oliver. Sélectionné pour les Championnats du monde de Daegu, il termine 5e de la finale dans le temps de 13 s 67.

### Champion du monde en salle, titre olympique et record du monde (2012)

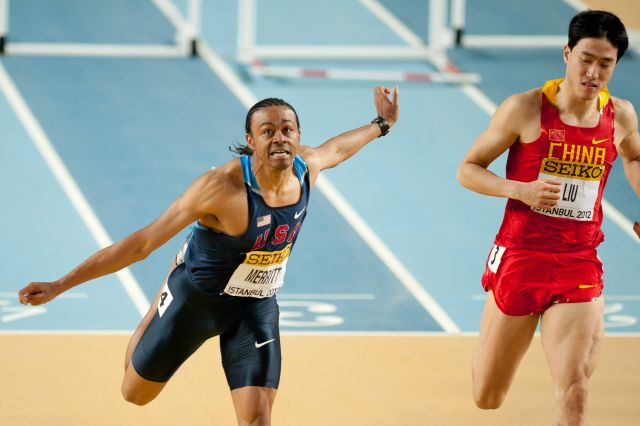
Aries Merritt devance Liu Xiang en finale des Championnats du monde en salle 2012

Aries Merritt remporte les Championnats des États-Unis en salle 2012, à Albuquerque, devant Kevin Craddock et Terrence Trammell, et établit à cette occasion un nouveau record personnel sur 60 m haies en 7 s 43. Quelques jours plus tard, lors des Championnats du monde en salle d'Istanbul, l'Américain décroche son premier succès international majeur en parvenant à devancer tous les favoris de l'épreuve. Crédité de 7 s 44 en finale, il devance le Chinois Liu Xiang (7 s 49) et le Français Pascal Martinot-Lagarde (7 s 53) et succède au palmarès au Cubain Dayron Robles.
En mai 2012, à Fayetteville, Aries Merritt porte son record personnel du 110 m haies à 13 s 03 (+1,0 m/s). Fin juin, lors des sélections olympiques américaines, à Eugene, il remporte son premier titre national et se qualifie pour les Jeux de Londres en descendant pour la première fois de sa carrière sous la barrière des 13 secondes. Vainqueur en 12 s 93 (+1,2 m/s), il devance Jason Richardson (12 s 98) et Jeff Porter (13 s 08). Il reproduit cette performance trois semaines avant le début des Jeux olympiques de Londres à l'occasion de l'Aviva London Grand Prix où il s'impose en 12 s 93 (+0,6 m/s), devant Jason Richardson et Ryan Wilson, performance qu'il égale au centième de seconde près lors du meeting Herculis du 20 juillet 2012, pour la troisième fois de la saison.
Début août 2012, aux Jeux olympiques de Londres, Aries Merritt remporte la médaille d'or du 110 m haies en 12 s 92 (-0,3 m/s), améliorant d'un centième de seconde son record personnel. Premier américain titré sur la distance depuis Allen Johnson lors des Jeux d'Atlanta, en 1996, il devance sur le podium Jason Richardson, deuxième en 13 s 04, et le Jamaïcain Hansle Parchment, médaillé de bronze en 13 s 12 dans une course également marquée par l'abandon sur blessure du Cubain Dayron Robles. Liu Xiang, l'un des favoris de la course, s'était également blessé lors des séries.

Peu après les Jeux olympiques, Merritt remporte deux nouvelles victoires en descendant sous les 13 secondes : au British Grand Prix de Birmingham en 12 s 95 et à l'ISTAF de Berlin en 12 s 97.

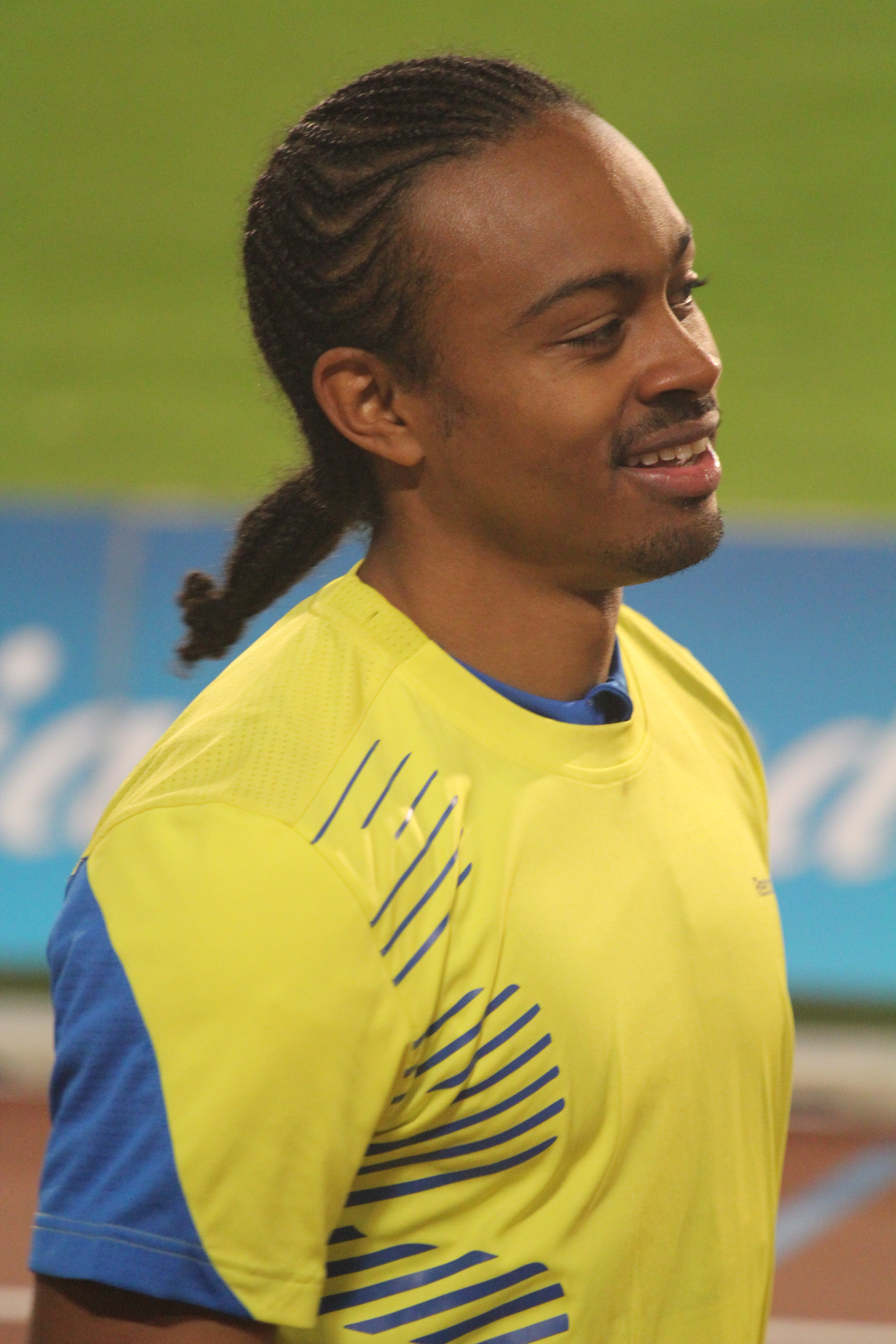
Aries Merritt en 2012 à Bruxelles lors de son record du monde.

Le 7 septembre 2012, lors du Mémorial Van Damme de Bruxelles, ultime étape de la Ligue de diamant, Aries Merritt établit un nouveau record du monde du 110 m haies en 12 s 80 (+0,3 m/s), améliorant de 7/100e l’ancienne meilleure marque mondiale détenue par le Cubain Dayron Robles depuis la saison 2008. Il s'agit de la plus nette amélioration du record du monde (temps électriques) depuis que son compatriote Renaldo Nehemiah, premier homme sous les 13 secondes, avait fait passer la marque de 13 s 00 à 12 s 93 en 1981. Il remporte la Ligue de diamant 2012, devant Jason Richardson et David Oliver.

### Une saison en demi-teinte et maladie (2013)
En 2013, il réalise une saison plus que moyenne, ne réalisant que 13 s 09 à Paris et 13 s 14 à Londres. Aux championnats du monde de Moscou, il termine sixième de la finale dans le temps de 13 s 31. Après la compétition, Merritt devenait très malade et décida en octobre d'aller à la clinique de Mayo en Arizona. Il est finalement diagnostiqué d'une maladie génétique rare touchant principalement les reins. D'octobre 2013 à avril 2014, Merritt resta en clinique pour se faire soigner, ses reins ne fonctionnant qu'à moins de 20 %.

### Retour sur les pistes (2014)
Merritt reprend la compétition en avril 2014 où il termina troisième de la course en 13 s 78, à une seconde de son record du monde. Durant la saison, il établit son meilleur chrono à Eugene où il a couru en 13 s 27. Pour la finale de la Ligue de diamant à Bruxelles, il termine septième de la course. Malgré n'avoir pas établi de chronos exceptionnels, Aries Merritt se sentait satisfait de sa saison : « Quand je suis retourné au sport, je n'étais pas aussi frustré que vous pourriez le penser. a-t-il dit. Après m'avoir entendu dire que je serais capable de courir à nouveau, j'étais tout simplement heureux d'être en mesure de faire ce que j'aime. Bien sûr, j'étais triste de sous-performer mais je n'avais que quatre à six semaines d'entraînement avant mon retour à la compétition. Même avec aussi peu d'entraînement, j'ai été capable de réaliser une saison à 13 s 27.»

### Médaillé mondial et greffe du rein (2015)
En 2015, il valide son ticket pour les Championnats du monde de Pékin grâce à sa troisième place lors des Championnats des États-Unis (13 s 19), objectif plus qu'atteint pour lui qui pensait ne plus pouvoir courir de sa vie. Lors de ces championnats du monde, il réalise en demi-finale 13 s 08, le qualifiant ainsi pour la finale. Le 28 août, il décroche la médaille de bronze en 13 s 04, son meilleur temps depuis son record du monde en 2012. Pour sa première médaille en championnats du monde en plein air, il est devancé par le Russe Sergueï Choubenkov (12 s 98) et le Jamaïcain Hansle Parchment (13 s 03).

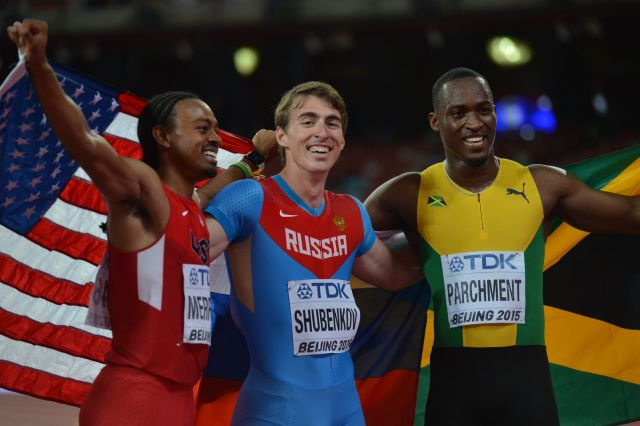
Aries Merritt en compagnie de Sergueï Choubenkov et de Hansle Parchment lors des mondiaux de 2015

Le 1er septembre 2015, Aries Merritt se fait greffer un rein de sa sœur, LaToya Hubbard.
Le 6 février 2016, Merritt ouvre sa saison hivernale où il remporte la finale du 60 m haies en 7 s 60, son meilleur début de saison de sa carrière. Il révèle début mai, lors de l'épreuve de la Shanghai Golden Grand Prix, s'être fait opérer une seconde fois du rein à cause d'un hématome venant cogner la zone soignée.
Le 18 mai, l'Américain s'impose au World Challenge Beijing en 13 s 24, meilleur temps personnel de la saison. Le 9 juillet, il termine 4e des sélections olympiques américaines et pour 1 centième, il ne se qualifie pas aux Jeux olympiques de Rio pour défendre son titre olympique.

### Retour aux mondiaux (2017)
Le 27 mai 2017, à Eugene, Aries Merritt court en 13 s 13 pour se classer 4e dans une course où Omar McLeod établit la meilleure performance mondiale de l'année (13 s 01). Une dizaine de jours plus tard, il s'impose au Golden Gala de Rome en réalisant à nouveau 13 s 13. Le 9 juillet, il remporte sa 2e victoire de l'année en Ligue de diamant en gagnant à Londres en 13 s 09, sa meilleure performance de la saison.
Entre-temps, Aries Merritt avait pris la deuxième place des Championnats des États-Unis de Sacramento en 13 s 31 (- 1,7 m/s) derrière Aleec Harris (13 s 24) et a ainsi sécurisé sa place pour les Championnats du monde de Londres, où en tant qu'outsider, il a une chance de monter sur le podium.
Le 7 août, l'Américain termine 5e de la finale des Championnats du monde de Londres en 13 s 31, à seulement trois centièmes du podium (Balázs Baji, 13 s 28).

### Saison 2018
Le 13 janvier 2018, pour sa rentrée hivernale, il réalise 7 s 65. La semaine suivante, à Iowa City, il signe la 3e meilleure performance mondiale de l'hiver en 7 s 53 puis égale ce temps à New York le 3 février, pour se classer 2e de la course derrière Devon Allen (7 s 50).
Le 18 février 2018, il devient vice-champion des États-Unis en salle du 60 m haies en 7 s 46, derrière Jarret Eaton (7 s 43), et se qualifie pour les championnats du monde en salle. Le 4 mars, il échoue au pied du podium de la finale des championnats du monde en salle de Birmingham en 7 s 56, devancé par Andrew Pozzi (7 s 46), Jarret Eaton (7 s 47) et Aurel Manga (7 s 54).

## Palmarès

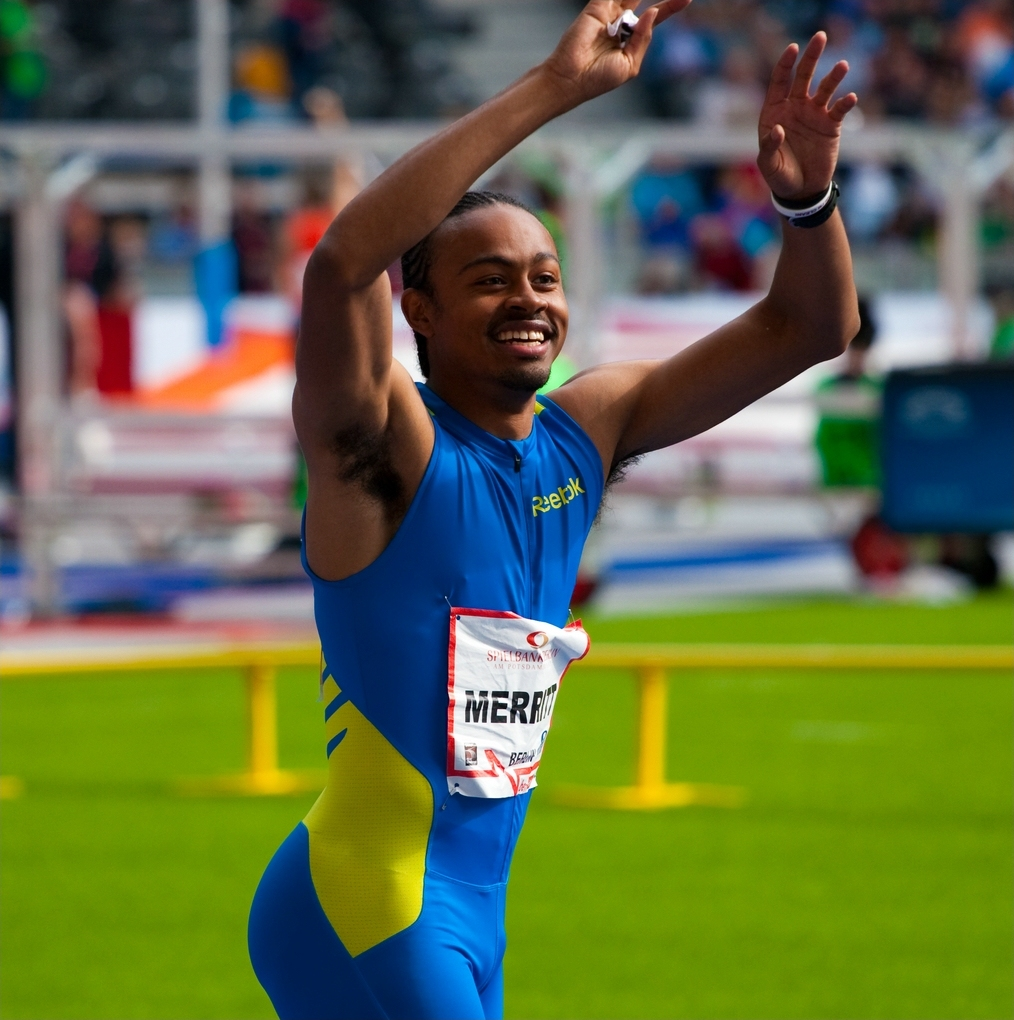

### International
| Date | Compétition                    | Lieu             | Résultat | Épreuve     | Temps   |
| ---- | ------------------------------ | ---------------- | -------- | ----------- | ------- |
| 2004 | Championnats du monde juniors  | Grosseto         | 1er      | 110 m haies | 13 s 56 |
| 2006 | Finale mondiale                | Stuttgart        | 6e       | 110 m haies | 13 s 25 |
| 2008 | Finale mondiale                | Stuttgart        | 4e       | 110 m haies | 13 s 56 |
| 2011 | Championnats du monde          | Daegu            | 5e       | 110 m haies | 13 s 67 |
| 2012 | Championnats du monde en salle | Istanbul         | 1er      | 60 m haies  | 7 s 44  |
| 2012 | Jeux olympiques                | Londres          | 1er      | 110 m haies | 12 s 92 |
| 2012 | Ligue de diamant               | Ligue de diamant | 1er      | 110 m haies | détails |
| 2013 | Championnats du monde          | Moscou           | 6e       | 110 m haies | 13 s 31 |
| 2015 | Championnats du monde          | Pékin            | 3e       | 110 m haies | 13 s 04 |
| 2017 | Championnats du monde          | Londres          | 5e       | 110 m haies | 13 s 31 |
| 2017 | Ligue de diamant               | Ligue de diamant | 3e       | 110 m haies | 13 s 30 |
| 2018 | Championnats du monde en salle | Birmingham       | 4e       | 60 m haies  | 7 s 56  |

### National
- Championnats des États-Unis d'athlétisme :
  - Plein air : vainqueur du 110 m haies en 2012 (sélections olympiques), 2e en 2011 et en 2017, 3e en 2009 et en 2015
  - Salle : vainqueur du 60 m haies en 2012, 2e en 2018
- Championnats NCAA :
  - vainqueur en 2006

## Records
| Épreuve     | Performance | Lieu        | Date             |
| ----------- | ----------- | ----------- | ---------------- |
| 60 m haies  | 7 s 43      | Albuquerque | 26 février 2012  |
| 110 m haies | 12 s 80     | Bruxelles   | 7 septembre 2012 |

### Meilleures performances par année
| Année | Temps   | Vent  | Date             | Lieu      | Rang |
| ----- | ------- | ----- | ---------------- | --------- | ---- |
| 2004  | 13 s 47 | + 1,2 | 11 juin 2004     | Austin    | 44   |
| 2005  | 13 s 38 | + 0,9 | 15 mai 2005      | Nashville | 21   |
| 2006  | 13 s 12 | + 1,1 | 11 juillet 2006  | Lausanne  | 6    |
| 2007  | 13 s 09 | + 0,1 | 7 août 2007      | Stockholm | 6    |
| 2008  | 13 s 24 | + 0,6 | 31 mai 2008      | New York  | 10   |
| 2009  | 13 s 15 | + 1,7 | 27 juin 2009     | Eugene    | 7    |
| 2010  | 13 s 61 | + 1,0 | 27 mars 2010     | Houston   | 70   |
| 2011  | 13 s 12 | + 0,1 | 9 juin 2011      | Oslo      | 5    |
| 2011  | 13 s 12 | + 1,4 | 25 juin 2011     | Eugene    | 5    |
| 2012  | 12 s 80 | + 0,3 | 7 septembre 2012 | Bruxelles | 1    |
| 2013  | 13 s 09 | + 0,0 | 6 juillet 2013   | Paris     | 5    |
| 2014  | 13 s 27 | + 1,2 | 26 juillet 2014  | Eugene    | 17   |
| 2015  | 13 s 04 | + 0,1 | 28 août 2015     | Pékin     | 6    |
| 2016  | 13 s 22 | + 1,0 | 9 juillet 2016   | Eugene    | 14   |
| 2017  | 13 s 09 | + 0,0 | 9 juillet 2017   | Londres   | 4    |